# Ignacio Rambla
Ignacio Rambla Algarín (ur. 2 stycznia 1964) – hiszpański jeździec sportowy, srebrny medalista olimpijski z Aten (2004).
Największe sukcesy odnosił w konkurencji dresażu. Zawody w 2004 były jego drugimi igrzyskami olimpijskimi, wcześniej startował w 1996. Po medal sięgnął w drużynie, wspólnie z nim tworzyli ją Beatriz Ferrer-Salat, Juan Antonio Jiménez i Rafael Soto Andrade. Startował na koniu Oleaje. Drużynowo był również brązowym medalistą mistrzostw świata w 2002, srebrnym (2003) i brązowym (2005) medalistą mistrzostw Europy.